# Vāzīvār
Vāzīvār (persiska: وازيوَر, وازيوار, Vāzīvar) är en ort i Iran.   Den ligger i provinsen Mazandaran, i den norra delen av landet, 110 km norr om huvudstaden Teheran. Antalet invånare är 476.
Terrängen runt Vāzīvār är platt åt nordost, men åt sydväst är den kuperad.  Närmaste större samhälle är Nūr, 9,6 km öster om Vāzīvār. 